# Condizione della donna in Croazia

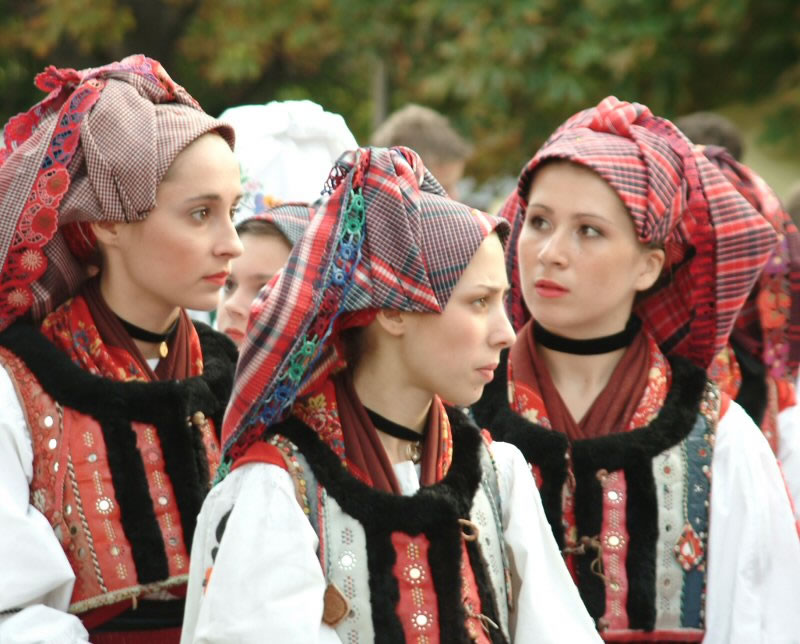
Donne croate in costume tradizionale.

Il ruolo di genere, la condizione femminile e i diritti delle donne in Croazia si sono evoluti nel corso della storia della Croazia fino a raggiungere nella moderna cultura croata una condizione di sostanziale uguaglianza di genere e uguaglianza sociale.
Il Gender Inequality Index per il 2013 era fissato a 0.172 (alla 33ª posizione su 152 paesi), mentre le donne parlamentari raggiungono il 23.8% del totale. Il tasso di occupazione secondo l'Eurostat raggiunge nel 2014 esattamente il 505 del totale degli occupati. Il Global Gender Gap Report per il 2013 è fissato a 0.7069 (alla 49ª posizione su 144 paesi).

## Demografia

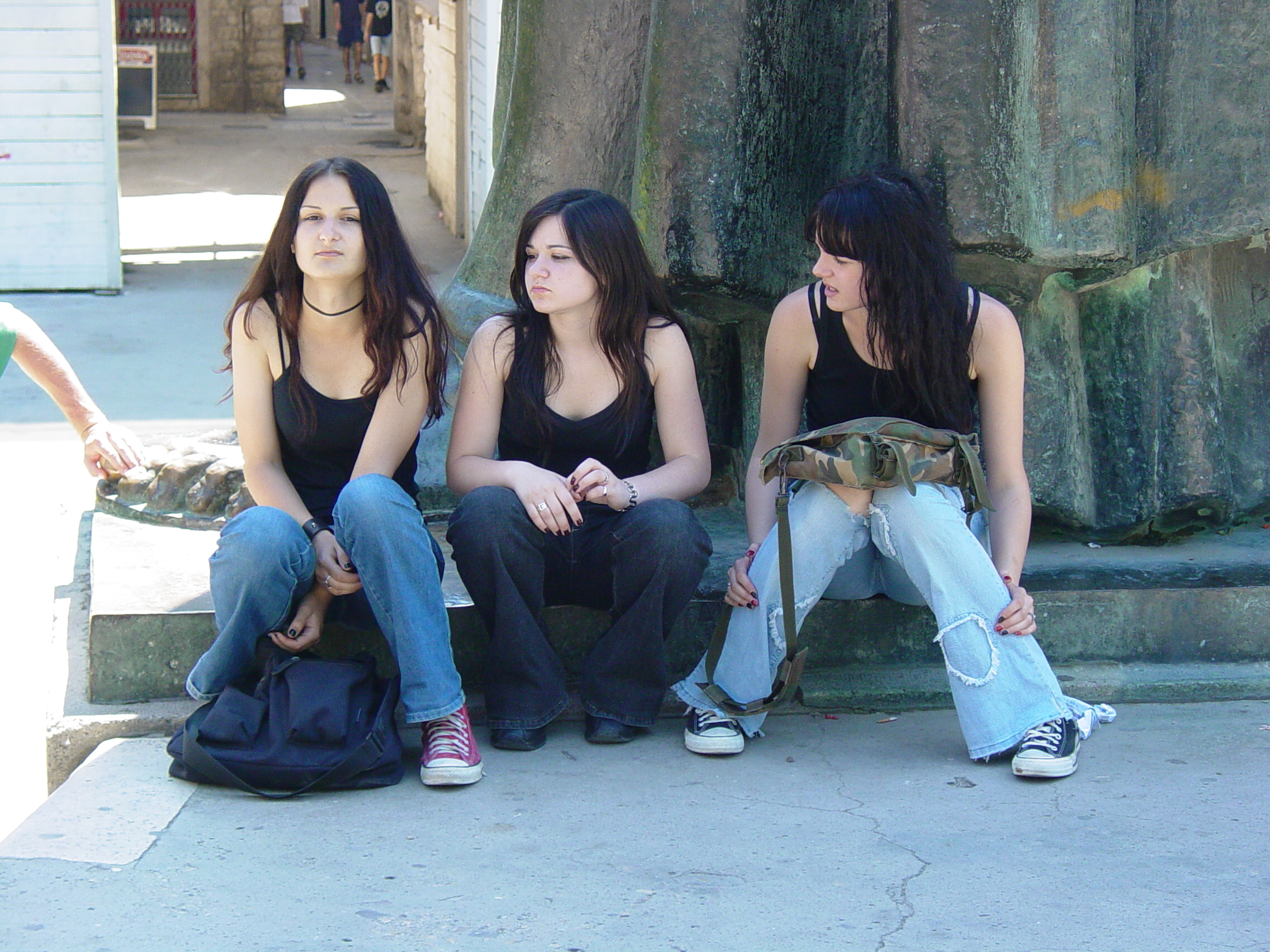
Ragazze a Spalato.

Secondo il censimento svoltosi in Croazia nel 2011 nel paese vi sono 2.218.554 donne su un totale di 4.284.889 abitanti.
Il rapporto di genere sessuale è di 1,06 maschi per 1 femmina (dalla nascita fino ai 14 anni) e di 0,99 maschi per 1 femmina (tra i 15 e i 64 anni); mentre in un'età superiore ai 64 anni il rapporto è di 0,64 maschi per 1 femmina. Il rapporto per la popolazione totale è di 0,93 maschi per 1 femmina. L'aspettativa di vita per le donne in Croazia è di 80,1 anni (secondo le stime del 2012).
Nel 2009 si sono avute 44.577 nascite di neonati vivi, che comprendevano 22.877 maschi e 21.700 femmine. Quasi tutti questi parti sono stati eseguiti in strutture mediche specializzate; solo 34 nascite si sono verificate altrove. A partire dal numero totale 38,809 bambini sono nati all'interno dell'istituto matrimoniale o entro 300 giorni dalla fine del matrimonio e l'età media delle madri alla nascita del loro primo figlio è stata di 27 anni e 5 mesi.
Il tasso di fertilità generale, cioè il numero di nascite per 1.000 donne di età compresa tra 15 e 49 anni, è di 42,9, con un tasso specifico di età superiore a 101,0 per milione per le donne di età compresa tra i 25 e i 29 anni.
Nel 2014, c'erano 1.342 milioni di lavoratori dipendenti, di cui il 46% erano donne.
Nel 2013 la principale causa di morte per le donne in era la crisi del sistema circolatorio al 54,3%, seguita dal tumore al 23,6%. Altre cause significative di morte sono gli infortuni, gli avvelenamenti accidentali e altre cause esterne (4,3%), la malattie del sistema respiratorio (3,5%), le malattie del sistema digestivo (3,3%) e le malattie endocrine, nutrizionali e metaboliche (2,8%).

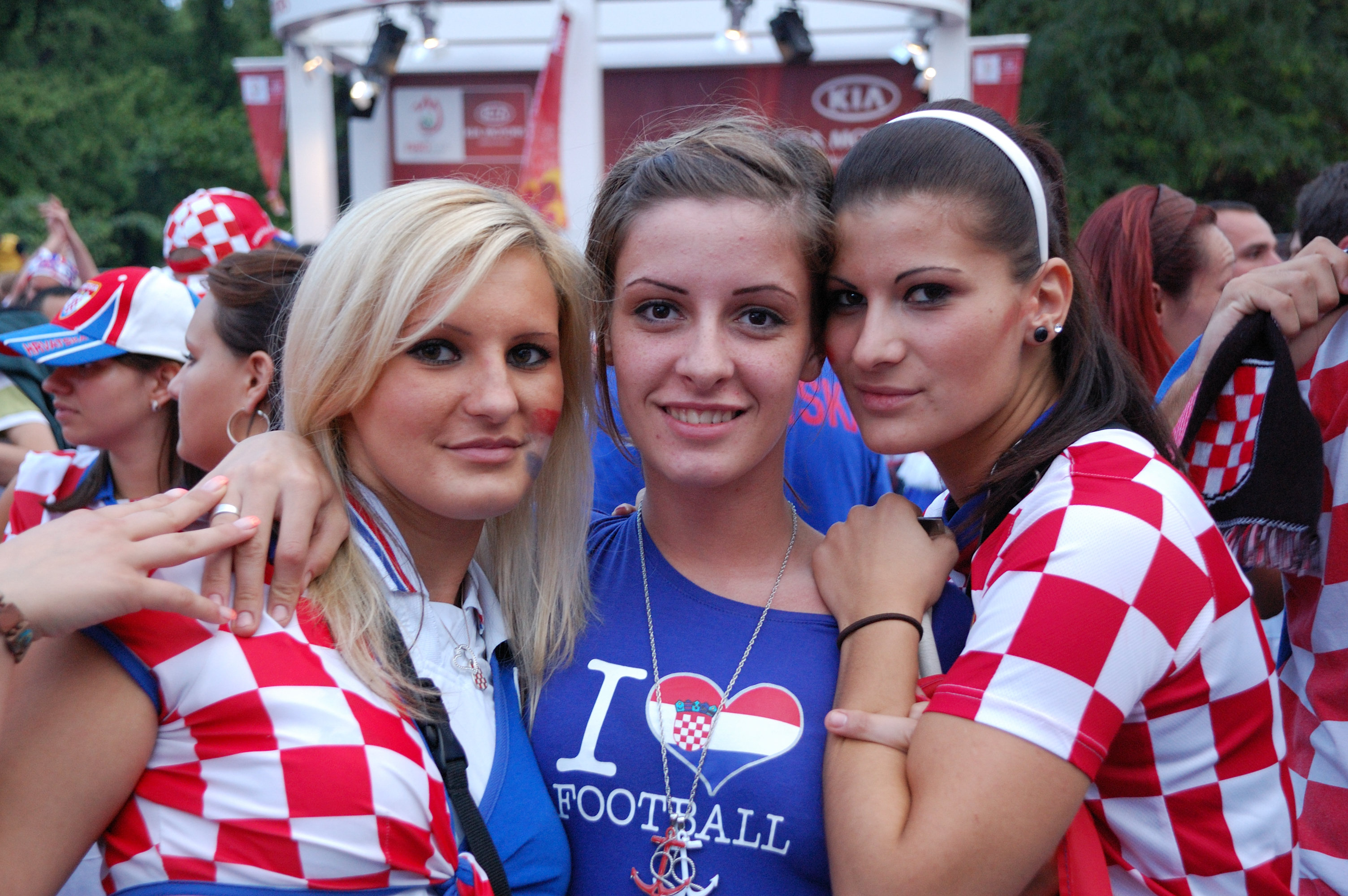
Tre giovani donne croate.

## Donne storiche croate di rilievo
La storia del paese registra diverse donne di notevole spessore.
Jelena Nelipčić fu la regina del regno di Bosnia.
Beatrice di Frangipan fu una nobildonna e, attraverso il matrimonio, erede del Castello dei Corvino.
Katarina Zrinska, facente parte anch'essa dalla famiglia Frangipan, era una nobildonna che venne ricordata come patrona delle arti, scrittrice e patriota. Sua figlia, Ilona Zrínyi, viene considerata un'eroina nazionale.
Un'altra donna notevole nella storia politica croata è stata Savka Dabčević-Kučar, che è diventata una delle politiche croate più influenti durante il periodo comunista, divenendo il 5° tra i primi ministri della Croazia e la prima donna ad aver assunto una tale carica.
In campo artistico Ivana Brlić-Mažuranić è ricordata come la migliore scrittrice croata di letteratura per l'infanzia.
Slava Raškaj fu una pittrice considerata come la più grande acquerellista croata della fine del XIX e dell'inizio del XX secolo.
Dora Pejačević una compositrice che introdusse la canzone orchestrale all'interno della musica croata, mentre Paula von Preradović scrisse i testi per l'inno nazionale austriaco intitolato Land der Berge, Land am Strome.

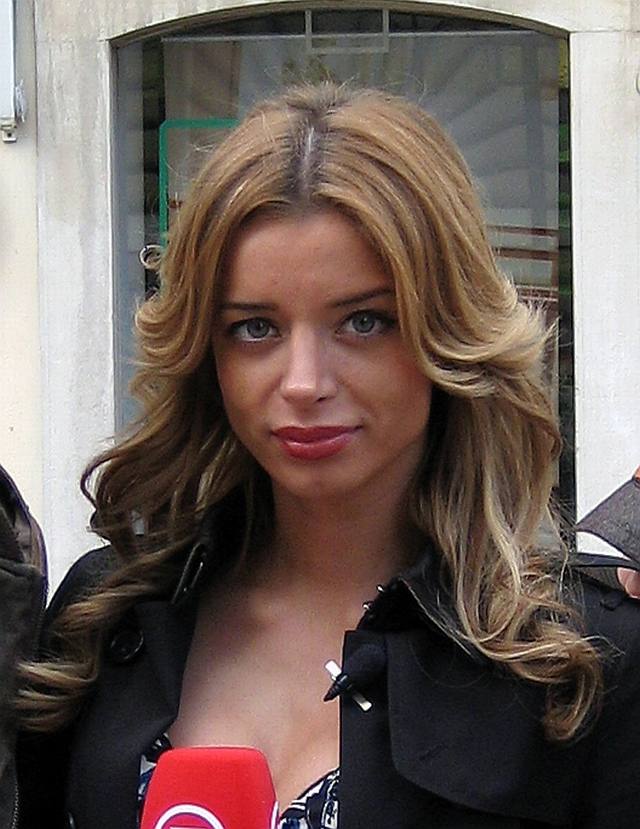
La giornalista e conduttrice televisiva Fani Stipković.

## Status giuridico
L'uguaglianza di genere fa parte integrante dell'articolo 3 della costituzione croata.
Dal 2003 esiste un mediatore di genere e un ufficio per l'uguaglianza di genere.
Il suffragio femminile è stato introdotto quando è stata costituita la Repubblica Socialista Federale di Jugoslavia nel 1945.
Donne in politica
Nel 1992 Vesna Girardi-Jurkić diventa ministro dell'educazione. 
Nel 1995 Marina Matulović-Dropulić diventa ministro delle infrastrutture, e nello stesso anno Ljerka Mintas-Hodak viene nominata vicepremier (e diventerà ministro dell'integrazione europea nel 1998).
Marina Matulović-Dropulić diventa nel 1996 sindaco di Zagreb, e nel 2000 Ana Stavljenić-Rukavina e Pave Župan-Rusković ricoprono la carica di ministro della salute e del turismo.
Ingrid Antičević-Marinović diventa, nel 2001, la prima donna ministro della Giustizia e nel 2002 Željka Antunović della difesa. Nel 2005 Kolinda Grabar-Kitarović è la prima donna ministro degli affari sociali, mentre Jadranka Kosor dal 6 luglio 2009 al 23 dicembre 2011 ricopre la carica di primo ministro. Il 29 dicembre 2010 aveva nominato la prima donna ministro delle finanze, Martina Dalić, che poi fu vicepremier dal 2016 al 2018.
Dal 19 febbraio 2015 al 18 febbraio 2020 Kolinda Grabar-Kitarović è la prima donna Presidente della Repubblica

## Personalità artistiche di rilievo
- Helena Bulaja (nata nel 1971), artista multimediale, regista.
- Vera Dajht-Kralj (1928–2014), scultrice.
- Jelena Dorotka (1876–1965), pittrice del cubismo.
- Marta Ehrlich (1910–1980), pittrice.
- Eva Fischer (1920–2015), pittrice, incisore.
- Vera Fischer (scultrice) (1925–2009), scultrice.
- Ingeborg Fülepp (nata nel 1952), artista, educatrice, produttrice di film.
- Nina Ivančić (nata nel 1953), pittrice contemporanea, educatrice.
- Sanja Iveković (nata nel 1949), fotografa, scultrice, artista d'installazioni.
- Mira Klobučar (1888–1956), pittrice.
- Živa Kraus (nata nel 1945), pittrice.
- Andreja Kulunčić (nata nel 1968), artista contemporanea.
- Heddy Kun (nata nel 1936), pittrice israelo-croata.
- Tina Morpurgo (1907–1944), pittrice.
- Vera Nikolić Podrinska (1886–1972), pittrice.
- Slava Raškaj (1877–1906), artista di acquerello.
- Stella Skopal (1904–1992), scultrice.
- Ivana Tomljenović-Meller (1906–1988), grafico (professione)
- Marija Ujević-Galetović (nata nel 1933), scultrice.
- Miranda Vidak (attica dagli anni 2000), stilista croato-statunitense.